# Mohammad Bagheri
Mohammad Bagheri (em persa: محمد باقری; Teerã, 1960 ou 1961 – 13 de junho de 2025), nascido Mohammad-Hossein Afshordi (em persa: محمدحسین افشردی) foi um oficial militar iraniano do Corpo da Guarda Revolucionária Islâmica (CGRD), que serviu como Chefe do Estado-Maior das Forças Armadas da República Islâmica do Irã.

## Carreira
Bagheri, especialista em inteligência militar com experiência que remonta à Guerra Irã-Iraque, era doutor em geografia política e, segundo consta, lecionava na Universidade Suprema de Defesa Nacional do Irã. Em 1980, ingressou no CGRD.
Mohammad Bagheri era membro de um grupo identificado pelo American Enterprise Institute (AEI) como a Rede de Comando do CGRD, que inclui outros comandantes como Mohammad Ali Jafari, Ali Fadavi e Gholam Ali Rashid. De acordo com o Projeto Ameaças Críticas do AEI, o grupo “domina os escalões superiores das forças armadas do Irã e controla o planejamento, as operações, a inteligência, as operações de guerra secretas e irregulares e a segurança interna”. Ele foi promovido do seu cargo anterior de vice-chefe do Estado-Maior para inteligência e operações no Estado-Maior em 28 de junho de 2016, substituindo Hassan Firouzabadi.

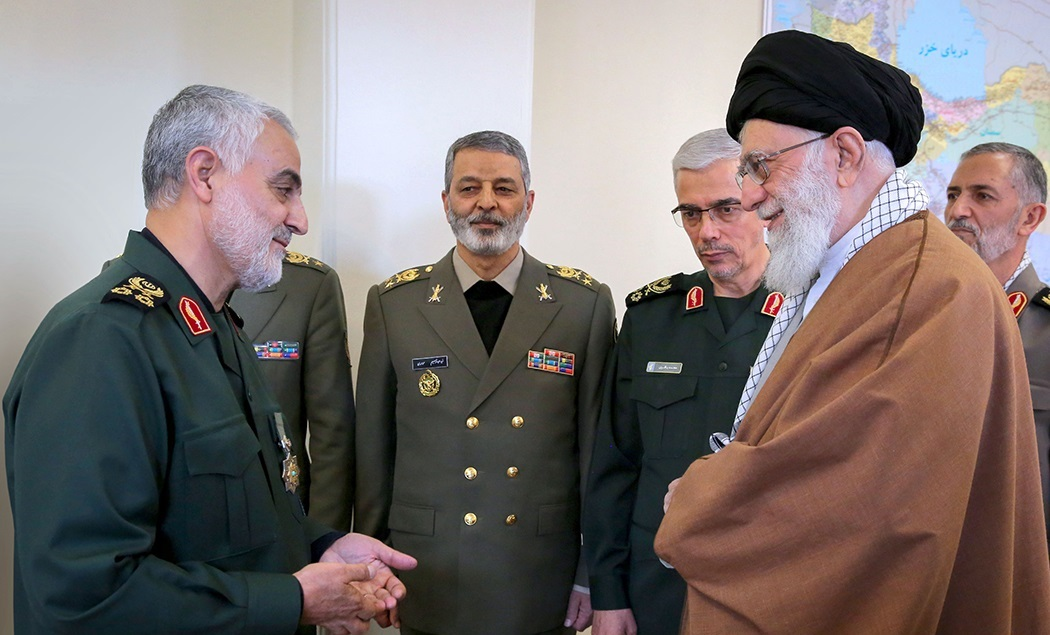
Bagheri com Qasem Soleimani e o aiatolá Ali Khamenei em 11 de março de 2019

Em outubro de 2017, ele visitou as tropas iranianas na província de Aleppo, no norte da Síria.
Em fevereiro de 2022, Bagheri anunciou que o Irã continuará a avançar com o seu programa de mísseis balísticos, tanto “em termos de quantidade como de qualidade”.
Em 21 de outubro de 2022, um comunicado de imprensa da Casa Branca afirmou que tropas iranianas estavam na Crimeia auxiliando a Rússia no lançamento de ataques com drones. Bagheri era o comandante responsável pelas divisões do exército iraniano que forneciam drones à Rússia.
Em 3 de dezembro de 2023, Bagheri sugeriu durante reuniões no Iraque que o Irã poderia intervir diretamente nas crescentes tensões com os Estados Unidos, em apoio ao esforço para expulsar as tropas americanas da região.
Em 17 de abril de 2025, Bagheri se reuniu em Teerã com o ministro da Defesa da Arábia Saudita, Khalid bin Salman Al Saud, em uma das negociações de maior destaque entre os dois países nas últimas décadas.

## Vida pessoal
Seu irmão mais velho, Hassan Bagheri, foi comandante na Guerra Irã-Iraque.
Em 8 de abril de 2019, os Estados Unidos designaram a Guarda Revolucionária Iraniana como uma organização terrorista estrangeira. O primeiro-ministro Benjamin Netanyahu, de Israel, agradeceu imediatamente ao presidente Donald Trump no Twitter. Mohammad Bagheri disse: “Consideramos as tropas americanas na Ásia Ocidental como terroristas e, se elas fizerem alguma coisa, vamos enfrentá-las vigorosamente”.
Ele foi sancionado pelo governo do Reino Unido em 2022 por causa da Guerra Russo-Ucraniana.

## Morte
A televisão estatal iraniana informou que Bagheri foi morto nos ataques israelenses ao Irã em 13 de junho de 2025.